# Endophragmiella cambrensis
Endophragmiella cambrensis är en svampart som beskrevs av M.B. Ellis 1976. Endophragmiella cambrensis ingår i släktet Endophragmiella och familjen Helminthosphaeriaceae.   Inga underarter finns listade i Catalogue of Life.